# Giulio Savelli
Giulio Savelli (* 1574 in Rom; † 9. Juli 1644 ebenda) war ein italienischer Geistlicher, Erzbischof von Salerno und Kardinal der Römischen Kirche.

## Leben

### Herkunft und frühe Jahre
Er war der Sohn des römischen Adeligen Bernardino Savelli, erster Herzog von Castel Gandolfo und Marchese von Roccapriora, und dessen zweiter Frau Lucrezia dei Conti dell’Anguillara. Aus derselben alten Adelsfamilie der Savelli stammten Papst Honorius IV. (ursprünglich Giacomo Savelli) sowie die Kardinäle Bertrando Savelli, Giovanni Battista Savelli, Silvio Savelli, Giacomo Savelli, Fabrizio Savelli und Paolo Savelli.
Giulio Savelli war 1605 Gouverneur von Orvieto und ab dem 21. Februar 1607 Gouverneur von Spoleto, von 1608 bis 1610 dann Gouverneur von Ancona. Im Jahr 1609 wurde er Referendar an den Gerichtshöfen der Apostolischen Signatur. 1614 erscheint er als außerordentlicher Nuntius im Piemont, wo er in einem Streit zwischen König Philipp III. von Spanien und dem Herzog von Savoyen Karl Emanuel I. vermittelte.

### Kardinal und Bischof
Papst Paul V. nahm ihn im Konsistorium vom 2. Dezember 1615 als Kardinalpriester in das Kardinalskollegium auf. Den roten Hut erhielt er am 5. Dezember 1615 und Santa Sabina als Titelkirche am 11. Januar 1616.
Ebenfalls am 11. Januar 1616 wurde Giulio Savelli zum Bischof von Ancona e Numana erwählt. Die Bischofsweihe spendete ihm am 10. April desselben Jahres in der römischen Kirche Sant’Andrea in Montecavallo, dem Vorgängerbau von Sant’Andrea al Quirinale, Kardinal Scipione Caffarelli Borghese; Mitkonsekratoren waren Erzbischof Guido Bentivoglio, Apostolischer Nuntius in Frankreich, und Antonio Grimani, Bischof von Torcello. Am 2. Dezember 1619 wurde Giulio Savelli Legat in Bologna und blieb dies bis zum Oktober 1621. Er nahm am Konklave 1621 teil, das Papst Gregor XV. wählte. Den Bischofssitz von Ancona gab er vor dem 2. März 1622 auf. Giulio Savelli war Teilnehmer am Konklave 1623, aus dem Urban VIII. als Papst hervorging. Vom 7. Januar 1630 bis zum 8. Januar 1631 war er Kämmerer des Heiligen Kardinalskollegiums.
Aufgrund der Nominierung durch König Philipp IV. von Spanien wurde Giulio Savelli am 28. Januar 1630 zum Erzbischof von Salerno ernannt. Am 10. November 1636 wechselte er zur Titelkirche Santa Maria in Trastevere. Am 28. März 1639 optierte er zur Kardinalsklasse der Kardinalbischöfe und für das suburbikarische Bistum Frascati. Den Erzbischofssitz von Salerno gab er vor dem 15. September 1642 auf.
Giulio Savelli starb in Rom und wurde in einem Familiengrab in der Kirche Santa Maria in Aracoeli beigesetzt.